# Listă de localități din cantonul Lucerna
În cantonul Lucerna  în anul 2009, sunt 88 de localități:
- Doppleschwand
- Entlebuch
- Escholzmatt
- Flühli
- Hasle (LU)
- Marbach (LU)
- Romoos
- Schüpfheim
- Werthenstein
- Aesch (LU)
- Altwis
- Ballwil
- Emmen
- Ermensee
- Eschenbach (LU)
- Hitzkirch
- Hochdorf
- Hohenrain
- Inwil
- Rain
- Römerswil
- Rothenburg
- Schongau
- Adligenswil
- Buchrain
- Dierikon
- Ebikon
- Gisikon
- Greppen
- Honau
- Horw
- Kriens
- Littau
- Luzern
- Malters
- Meggen
- Meierskappel
- Root
- Schwarzenberg
- Udligenswil
- Vitznau
- Weggis
- Beromünster
- Büron
- Buttisholz
- Eich
- Geuensee
- Grosswangen
- Hildisrieden
- Knutwil
- Mauensee
- Neudorf
- Neuenkirch
- Nottwil
- Oberkirch
- Pfeffikon
- Rickenbach (LU)
- Ruswil
- Schenkon
- Schlierbach
- Sempach
- Sursee
- Triengen
- Wolhusen
- Alberswil
- Altbüron
- Altishofen
- Dagmersellen
- Ebersecken
- Egolzwil
- Ettiswil
- Fischbach
- Gettnau
- Grossdietwil
- Hergiswil bei Willisau
- Luthern
- Menznau
- Nebikon
- Ohmstal
- Pfaffnau
- Reiden
- Roggliswil
- Schötz
- Ufhusen
- Wauwil
- Wikon
- Zell (LU)
- Willisau